# Centerville (Misuri)
Centerville es una ciudad ubicada en el condado de Reynolds en el estado estadounidense de Misuri. En el Censo de 2010 tenía una población de 191 habitantes y una densidad poblacional de 246,64 personas por km².

## Geografía
Centerville se encuentra ubicada en las coordenadas 37°26′11″N 90°57′37″O / 37.43639, -90.96028. Según la Oficina del Censo de los Estados Unidos, Centerville tiene una superficie total de 0.77 km², de la cual 0.77 km² corresponden a tierra firme y (1%) 0.01 km² es agua.

## Demografía
Según el censo de 2010, había 191 personas residiendo en Centerville. La densidad de población era de 246,64 hab./km². De los 191 habitantes, Centerville estaba compuesto por el 95.29% blancos, el 2.09% eran afroamericanos, el 0.52% eran amerindios, el 0% eran asiáticos, el 0% eran isleños del Pacífico, el 0% eran de otras razas y el 2.09% pertenecían a dos o más razas. Del total de la población el 0% eran hispanos o latinos de cualquier raza.